# Жданов, Григорий Митрофанович
Григо́рий Митрофа́нович Жда́нов (1898—1967) — доктор технических наук, профессор, заведующий кафедрой автоматики и телемеханики МЭИ (1938—1951).

## Биография
Родился в Москве в 1898 году в семье счетовода.
Учился в средней Московской практической академии коммерческих наук. с 1918 года работал как и его отец — счетоводом в Управление электросооружений. С 1919 по 1928 год служил политруком в Красной Армии. После демобилизации в 1928 году поступил учиться в Институт народного хозяйства им. Плеханова (ныне Российский экономический университет имени Г. В. Плеханова) — на электропромышленный факультет. В 1930 году электропромышленный факультет объединили с электротехническим факультетом Московского государственного технического университета имени Н. Э. Баумана, затем этот факультет передали в созданный новый — Московский энергетический институт (МЭИ).
В 1932 году Жданов Г. М. окончил Московский энергетический институт по специальности «Электрические станции и системы». С 1932 года преподавал курс теоретических основ электротехники, учился в аспирантуре, защитил кандидатскую диссертацию на тему «Теоретические пределы применимости систем электрической телеметрии».
В 1938 году стал заведующим кафедрой «Автоматика и телемеханика» МЭИ и проработал на этой должности до 1951 года. В эти годы из кафедры была выделена новая кафедра — «Вычислительной техники», которой Г. М. Жданов также заведовал. В 1954 году защитил докторскую диссертацию, а в 1955 году получил звание профессора.
В последующем Г. М. Жданов читал в МЭИ курсы основ автоматики, телемеханики, телеуправления, телеизмерений, счетно-решающей техники, автоматизации и телемеханизации энергосистем и др. В МЭИ им был создан вычислительный центр и проблемная лаборатория автоматики. В 1955 году Г. М. Жданов создал раздел автоматики, телемеханики, вычислительной и измерительной техники реферативного журнала «Электротехника» Всесоюзного института научной и технической информации (ВИНИТИ).
Ученики Жданова принимали участие в разработках новой вычислительной техники, среди них: Ионкин М., Семенова Е., Старовойтов Н., Глазов Е., Дмитриева Л., главный конструктор ЕС ЭВМ Ларионов Александр Максимович. За разработку ЭВМ «Стрела», на которой проводились расчеты траекторий полетов баллистических ракет, космических кораблей «Восток» Дмитриева Л. получила Государственную премию СССР.
Жданов Г. М. в разное время был членом научно-технического совета НИИ счетмаш, научно-технического совета Министерства высшего образования, редколлегии журнала «Доклады высшей школы», председателем секции приборостроения этого совета, заместителем председателя научно-методической комиссии Главного управления политехнических и машиностроительных вузов.
Похоронен на Введенском кладбище (18 уч.).

## Награды и звания
- Орден «Знак почета»
- Медаль «За трудовую доблесть» (13.12.1940) — «в ознаменование 35-летия Московского энергетического института им. В. М. Молотова, за выдающиеся заслуги в деле выращивания и воспитания энергетических кадров для народного хозяйства» (в Указе проименован как Георгий)
- Медали

## Труды
Профессор Г. М. Жданов является автором 44 научных трудов и изобретений.
- Телеизмерение: Кодо-импульсные системы : Утвержден в качестве учебного пособия для студентов / Г. М. Жданов. — Москва:, 1949. 91 с.
- Техника математических устройств непрерывного действия. М. 1957.